# قشلاق أورتاداغ إسماعيل (مقاطعة بيله سوار)
قشلاق أورتاداغ إسماعیل (بالفارسية: قشلاق اورتاداغ اسماعیل) هي منطقة سكنية تقع في إيران في قسم قشلاق الجنوبي الريفي. يقدر عدد سكانها بـ 66 نسمة .